# アイルランド放送協会
アイルランド放送協会（アイルランドほうそうきょうかい、愛: Raidio Teilifís Éireann（英語「Radio And Television of Ireland」の意味 ）、略称: RTÉ）は、アイルランドの公共放送を担う特殊法人。
公式略称は、「Raidio Teilifís Éireann」の頭文字を取り「RTÉ（）」と呼称・記される。

## 概説
RTÉは、アイルランドの半国営放送局として、ラジオは1926年1月1日、テレビは1961年12月31日に開局し 、世界で最も古くから継続的に運営されている公共放送の一つとなっている。また、週刊誌「RTÉガイド」を発行している。
アイルランド政府によって任命された理事会によって監督されている法定機関であり、会長等の理事は理事会で決定される。欧州放送連合では創立メンバーのひとつである。RTÉはアイルランド放送局（Broadcasting Authority of Ireland）によって規制されている。収入源としては年160ユーロの受信料に加え、広告放送が認められており、広告収入も財源である。
ラジオ・エーラン（Radio Éireann）は、RTÉの前身であり、当時は郵政電信局の一部門であったが、1950年に欧州放送連合の23の設立団体のひとつとなった。

## 沿革
RTÉは1926年に無線電波放送(前身の2RN)を、1961年にテレビジョン放送を開始した。

### 設立と名称
アイルランドは1922年12月によりアイルランド自由国として英国の自治領と地位として独立を果たした。アイルランドでの放送は1926年にダブリンの2RNで始まった。1960年6月まで、放送局（2RN、後のラジオ・エーラン）は郵政電信局の一部門として運営されており、アイルランド政府に直接雇用されていたため公務員とみなされていた。
RTÉは1960年6月1日に放送局法（Broadcasting Authority Act 1960）に基づいて設立された（ラジオ・エーランとして）。既存のラジオ・エーラン（無線電波放送部門）放送は新しい放送局に移管され、テレビ放送のテレフィス・エーランの責任者となった。1961年12月31日、ダブリン近郊のキピュア送信所から放送が開始された。初代会長にはイーモン・アンドリュース、初代事務局長にはエドワード・ロスが就任した。1966年の放送局改正法（Broadcasting Authority (Amendment) Act 1966）により、放送局の名称はラジオ・テレフィス・エーラン（Radio Telefís Éireann、アイルランド放送局）に変更され、その年にはラジオとテレビの両方がRTÉとして知られるようになった。
2009年の放送法（第113条）では、現在のアイルランド語の標準的な綴りを反映させるために、組織名を「Radio Telefís Éireann」から「Raidio Teilifís Éireann」に変更した。しかし、ダブリンのドニーブルック本部の入り口には、今でも石に「Radio Telefís Éireann」の文字が刻まれている。

### 放送禁止
1960年の放送局法第31条に基づき、当時の郵政・電信大臣はRTÉに対し「いかなる問題も、特定の種類の問題も放送しないように」と指示することができた。1971年には、ジェリー・コリンズが初めて指令を出し、RTÉに対して「暴力的な手段を用いて特定の目的を達成することに関与したり、促進したり、奨励したり、擁護したりする組織の目的や活動を促進するために計算されうるあらゆる事柄」を放送しないように指示した。その1年後、コリンズは、IRA暫定派の長であるショーン・マック・スティオフン氏へのインタビュー報道を理由に、RTÉの全機関を解雇した。マック・スティオフンのインタビューを報道したRTÉの記者ケビン・オケリーは、インタビューに起因する裁判で侮辱罪で短期間投獄された。ケリーは、アイルランド警察によって自宅から押収されたテープの声がマック・スティオフンのものであることを拒否した。
1976年、郵政・電信大臣のコナー・クルーズ・オブライエンは第31条を改正し、RTÉ当局に年1回の新しい指令を出した。RTÉは、シン・フェイン党、暫定派IRAなどイギリスの北アイルランド（緊急事態条項）法（1973年）に基づいて北アイルランドで禁止されている組織のスポークスマンとのインタビューや報道を放送することを禁止した。これらの指令は、1993年1月に最終指令が出されるまで、毎年のように再発行されていた。
1970年代後半、検閲規則を自己検閲のシステムにまで拡大したと非難された。少数派の番組制作者の中には第31条を支持する者も現れたが、労働党の支持者などは反対した。検閲に反対する者は、IRAシンパとして見られていた。

### ロゴマーク
1995年、ロゴマークはブリジットの十字架を削除し、初めてEの文字にアクセント（ファダ）を付けた。3つの文字はゲール文字を現代風にアレンジしたものである。ブリジットの十字架は2003年まで多くの広告で見られ、現在もRTÉの頭文字に使用されているが、RTÉのグラフィックデザイン部門では1966年の十字架のバリエーションが使用されている。2004年以降、すべてのRTÉ関連サービスでは、アイデンティティの一部として1996年のロゴを使用している。

## 収支

### 予算

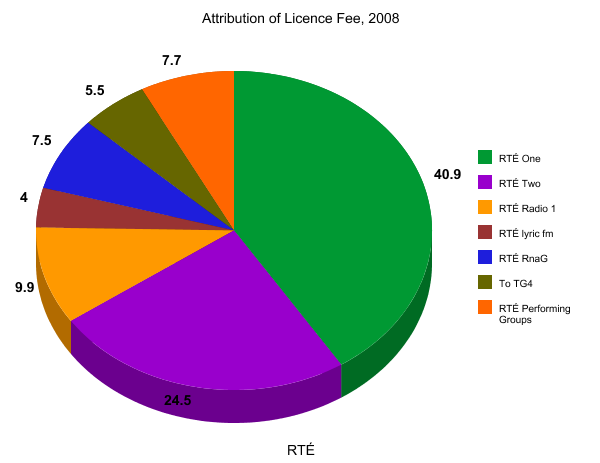
受信料の帰属（2008年）

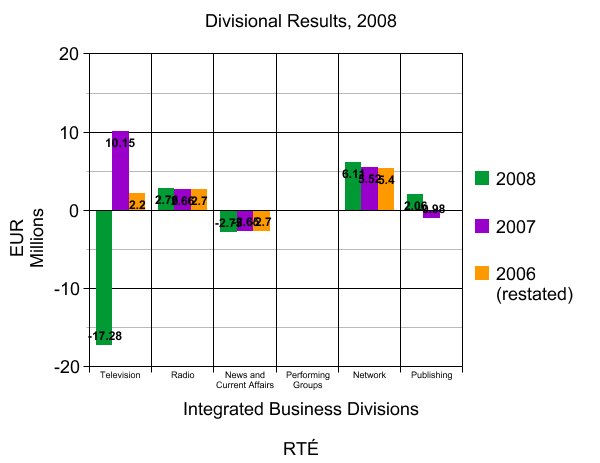
部門別実績（2008年）

以下は2012年の年次報告書の一部としてRTÉが発表したものである。2012年、RTÉは受信料から総額180,894,000ユーロの公的資金、商業収入が127,100,000ユーロであった。2012年のRTÉの総支出は327,023,000ユーロだった。また、46,161,000ユーロのリストラ費用が発生し、損失は65,147,000ユーロとなった。
| 収入の種類 | RTÉ One | RTÉ2    | RTÉテレビ | ラジオ 1 | 2fm    | Lyric FM | RnaG   | ラジオ合計 | RTÉ舞台芸術 | RTÉ.ie | DTT   | その他 | TG4   | 合計     |
| ---------- | ------- | ------- | --------- | -------- | ------ | -------- | ------ | ---------- | ----------- | ------ | ----- | ------ | ----- | -------- |
| 受信料     | 56,139  | 53,456  | 109,595   | 14,472   | 5,439  | 5,871    | 10,697 | 36,479     | 11,949      | 4,069  | 3,366 | 1,752  | 7,764 | 174,974  |
| 広告収入   | 65,351  | 30,007  | 95,358    | 17,619   | 5,452  | 700      | N/A    | 23,771     | 2,608       | 4,295  | N/A   | N/A    | N/A   | 126,032  |
| 合計       | 121,490 | 83,463  | 204,953   | 32,091   | 10,891 | 6,571    | 10,697 | 60,250     | 14,557      | 8,364  | 3,366 | 1,752  | 7,764 | 301,006  |
| 支出       | 129,737 | 91,313  | 221,050   | 35,720   | 11,488 | 6,571    | 10,697 | 64,476     | 14,557      | 8,962  | 3,366 | 1,752  | 7,764 | 321,927  |
| 損益       | (8,247) | (7,850) | (16,097)  | (2,125)  | (797)  | 0        | 0      | (2,922)    | 0           | (598)  | 0     | 0      | 0     | (19,617) |

RTÉは主に2つの収入源から収入を得ている。
- 受信料：国内では、テレビ信号（必ずしもRTÉのものとは限らない）を受信することができる機器を合法的に所有するために、年間160ユーロの料金を支払う必要がある。この料金は、通信・エネルギー・天然資源大臣に代わってアイルランド郵政事業（An Post）が徴収している。政府は個人宅の捜索令状を取得して執行する権限を持つ受信料検査官の費用を支払っている。有効なライセンスを所有していない場合は、罰金と犯罪歴につながる可能性がある。
- 広告やスポンサーシップの販売を含む商業収入：1990年代初頭にレイ・バーク大臣はRTÉが広告を通じて調達できる収入の量を制限するために、商業収入の割り当てを課したが、会社のライセンス料収入の観点からこのような割り当ては後に削除された。商業部門は、2005年に売却したインテルサット衛星会社の0.086%を保有していた。

### 受信料の内訳
| Use                          | 2010   | 2009   | 2008   |
| ---------------------------- | ------ | ------ | ------ |
| RTÉ One                      | 61.03  | 62.00  | 59.35  |
| RTÉ2                         | 36.20  | 31.57  | 34.09  |
| RTÉテレビの合計              | 97.23  | 93.56  | 93.44  |
| RTÉラジオ1                   | 13.08  | 16.70  | 14.24  |
| RTÉ 2fm                      | 0.00   | 0.00   | 0.00   |
| RTÉ RnaG                     | 8.50   | 9.06   | 10.73  |
| RTÉ Lyric FM                 | 5.05   | 5.24   | 5.78   |
| RTÉラジオの合計              | 26.63  | 31.00  | 30.75  |
| RTÉ舞台芸術                  | 9.07   | 9.48   | 11.02  |
| RTÉの合計                    | 132.93 | 134.05 | 135.21 |
| TG4                          | 6.36   | 7.50   | 7.89   |
| アイルランド放送局徴収金     | 1.04   | 0.63   | 0.00   |
| アイルランド放送局基金       | 10.57  | 8.45   | 7.53   |
| アイルランド郵政事業徴収費用 | 9.10   | 9.37   | 9.37   |
| RTÉ以外の合計                | 27.07  | 25.95  | 24.79  |
| 合計                         | 160.00 | 160.00 | 160.00 |

### RTÉパーソナリティの給料
2018年12月、RTÉは2016年に司会者に支払われた給与のリストを発表した。
- ライアン・タブリディ：49万5000ユーロ
- レイ・ダーシー：45万ユーロ
- ジョー・ダフィー：389,988ユーロ
- ショーン・オルーク：308,964ユーロ
- マリアン・フィヌケイン：300,617ユーロ
- ミリアム・オカラハン：299,000ユーロ
- クレア・バーン：216,000ユーロ
- ブライアン・ドブソン：198,146ユーロ
- ジョージ・ハミルトン：186,195ユーロ
- メアリー・ウィルソン：185,679ユーロ

## 組織構成

### RTÉ理事会と執行役員
RTÉは特殊法人であり、当初の統治機構（1960年放送局法に基づく）では、取締役会はRTÉ局（RTÉ Authority）として知られていた。RTÉ局のメンバーは、通信・海洋・天然資源大臣の推薦を受けて内閣によって任命されていた。RTÉの法的所有者であると同時に、規制当局でもあった。
2009年の放送法施行により、RTÉの統治機構は変更された。法定法人の形態は維持されているが、新法では、RTÉの取締役会を「Authority」とは呼ばず、単に取締役会として知られるようになった。12名の理事会メンバーのうち、大臣が6名を任命し、通信・エネルギー・天然資源委員会が4名を決定して大臣に提出し、1名がRTÉの職員によって選出され、事務局長が職権で理事会の議長を務めている。RTÉの最終メンバーは、中間的に新しい理事会に再任された。アイルランド放送局に関する法律の規定は2009年10月1日に開始された（2009年放送法の2009年法定器具389号に基づく）。
RTÉの組織は、6つの統合された事業部（RTÉ内では「IBD」と呼ばれている）に分かれている。RTÉテレビ、RTÉラジオ、RTÉニュース・時事問題、RTÉネットワーク、RTÉデジタル、RTÉ舞台芸術の6つの事業部と、グループ通信、法務・財務、中央人事・ITサポート、グループ保険・年金、不動産・敷地設備、RTÉガイド制作、出版・広告販売をまとめたサービス、およびコーポレート本部に分かれている。アイルランド語で放送されているのTG4は、2007年4月1日にRTÉから分離されるまでは、RTÉ（Serbhisí Telefís na Gaeilge Teoranta）の子会社として運営されていた。
RTÉ理事会は局長を任命し、事実上最高経営責任者と編集長の二重の役割を果たしている。総局長はRTÉの執行委員会のリーダーであり、最高財務責任者、コミュニケーション・ディレクター、テレビ、ラジオ、ニュース部門のマネージング・ディレクターで構成されている。

## 放送

### ラジオ

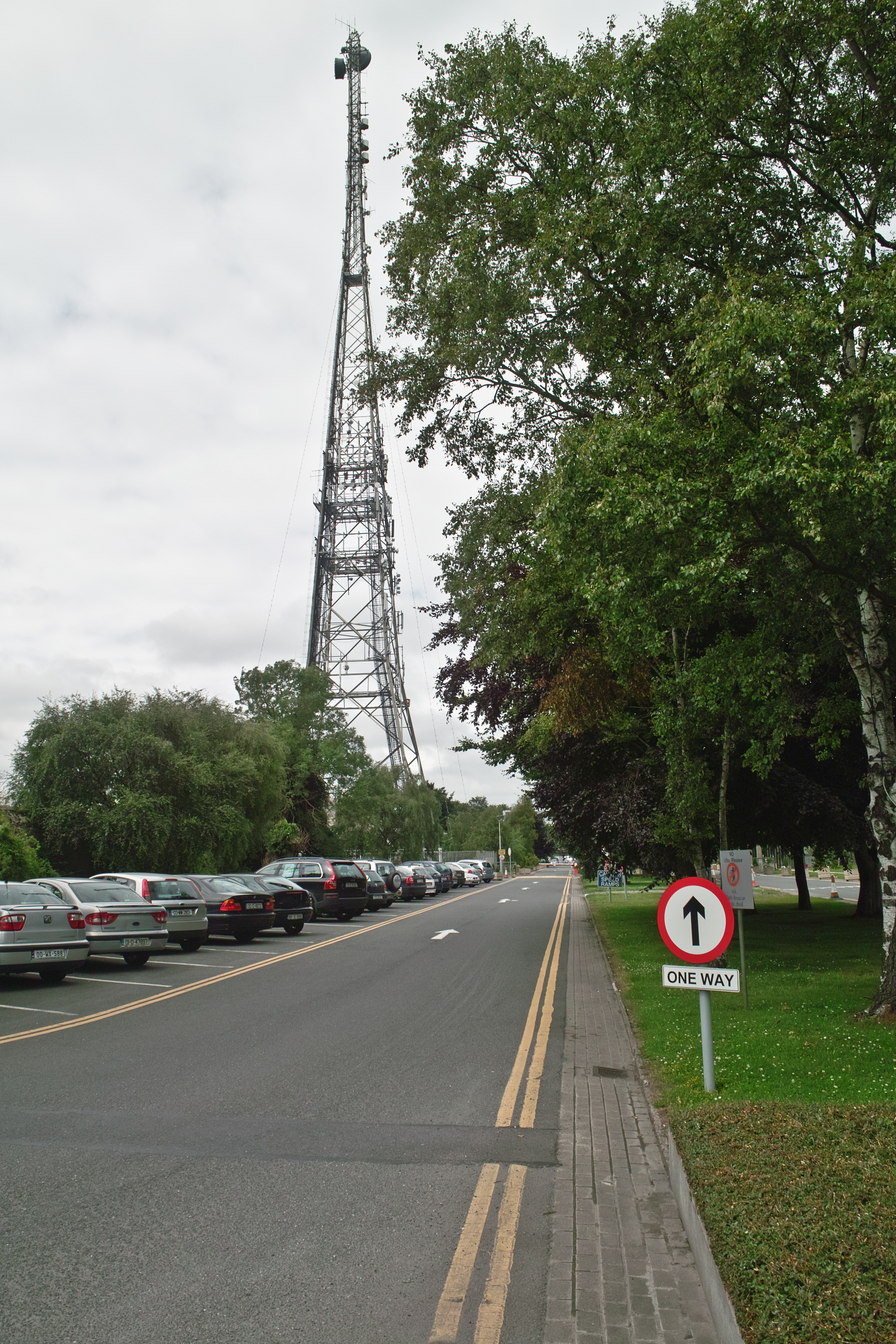
ドニーブルック

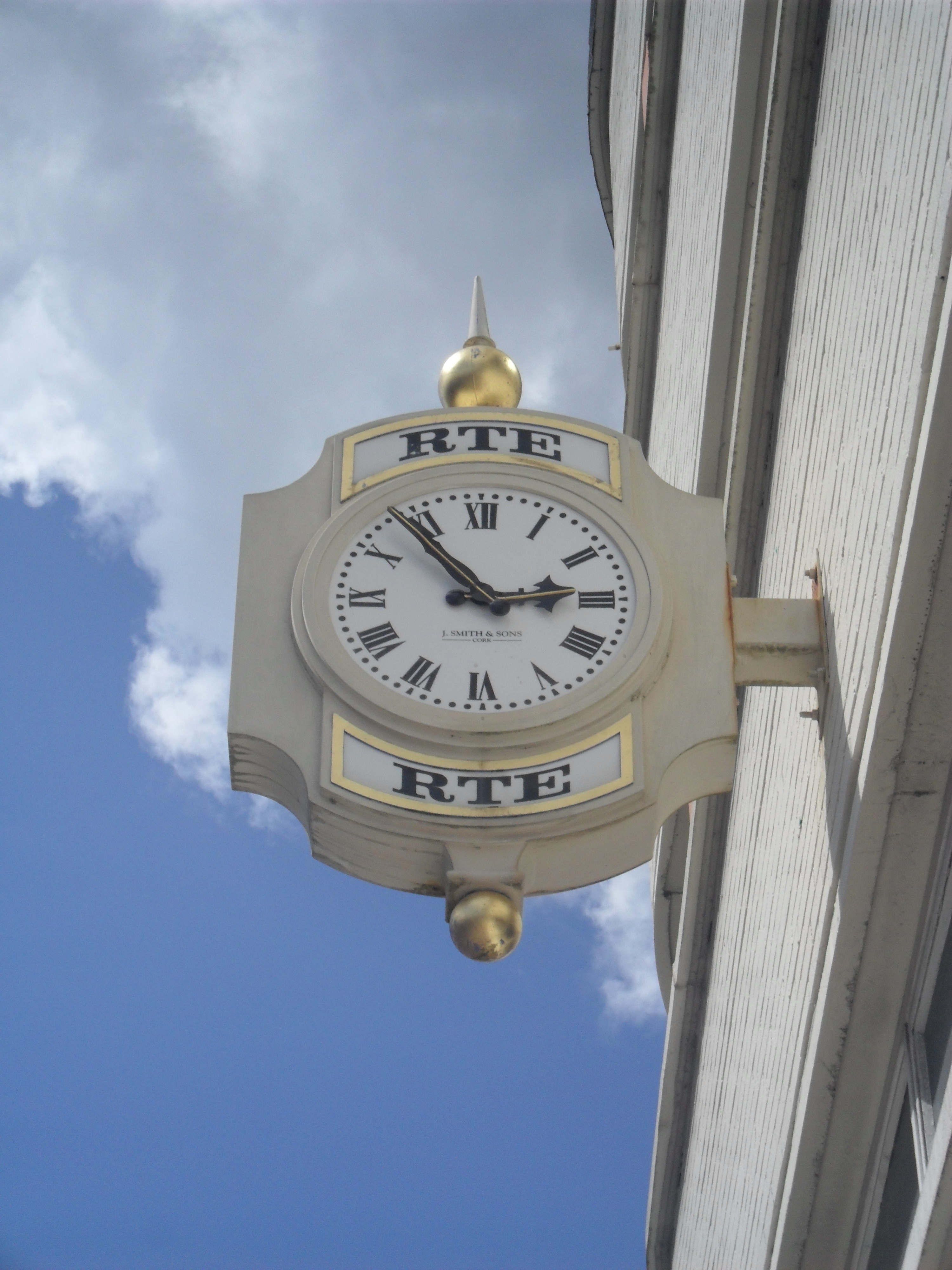
コークにあるRTÉの時計

ラジオ1のオリジナルのコールサインである2RNの最初の音声放送は1925年11月14日に行われ、2RN局長のシャームス・クランディロンが「Seo Raidió 2RN, Baile Átha Cliath ag tástáil（こちらはラジオ2RN、ダブリンからの放送です）と言った。アイルランドのラジオ放送は1926年1月1日に開始された。しかし、ほとんどは2RN（1.5kW）の信号を受信することができなかった。コークからの苦情に直面したクランディロンは、この放送を専門とする雑誌『アイリッシュ・ラジオ・レビュー』の中で、セットの操作方法を知らなかったと述べている。6CKは1927年にコークで設立された。出力の多くは単にナショナルサービスの中継であったが、1950年代に閉鎖されるまで2RNの番組にも重要な役割を果たしていた。
1932年に聖体大会の開催に合わせ、高出力（当初は60kW）の放送局がアスローンに設立された。2RN、6CK、アスローンは「ラジオ・アスローン（Raidió Áth Luain、Radio Athlone）」として知られるようになり、全国で受信できるようになった。ラジオ・アスローンは1938年に「ラジオ・エーラン」として知られるようになった。
1973年、ラジオはダブリン中心部にある1928年からあった中央郵便局から、ドニーブルックにある既存のテレビセンターの隣にあるラジオセンターに移転した。
現在、RTÉは全国的な通信ネットワークを持ち、地域のニュースや情報に力を入れている。ラジオ1では、ニュース、時事問題、音楽、ドラマ、バラエティ、農業、教育、宗教、スポーツなどを総合的に放送しており、主に英語で放送されているが、アイルランド語も一部放送されている。RTÉ 2fmは、1979年5月31日にRTÉラジオ2として放送を開始した人気の音楽・チャットチャンネルで、ブレンダン・バルフが、最初の司会者であるラリー・ゴーガンを紹介した正午に放送を開始した。RTÉ Lyric FMは、1999年5月に放送を開始し、FM3クラシカル・ミュージックに取って代わった。FM3クラシカル・ミュージックと時間を共有していたRTÉアイルランド語ラジオ（RTÉ Raidió na Gaeltachta）はすべてアイルランド語で放送されており、1972年4月2日に放送を開始した。以前はRTÉが運営していたRTÉラジオ・コーク（以前はコーク89FM、RTÉコーク地方ラジオ）はコーク向けに放送されていたが、2000年に閉局された。
RTÉの4局のDAB試験放送は、2006年1月1日にアイルランドの東海岸で開始された。DABは2006年後半に一般向けに開始され、現在は地上波の4つの放送局に加え、RTÉのデジタル専用局6局（RTÉ 2XM、RTÉチル、RTÉゴールド、RTÉジュニア、RTÉパルス、RTÉラジオ1エキストラ）が放送されている。他にも2つのDAB放送だったRTÉデジタル・ラジオ・ニュースとRTÉチョイスがあったが、いずれも閉局された。RTÉのラジオ局は、地上デジタルテレビ放送と同様に、アイルランドのデジタルケーブルと衛星プラットフォームでも放送されている。
地域社会・農村・ゲールタハト省が実施した調査によると、RTÉアイルランド語ラジオ（Raidió na Gaeltachta）よりも若い視聴者を対象としたアイルランド語のラジオ局の需要が高いことがわかった。
2020年現在、以下のラジオ局が放送されている。
- RTÉラジオ1（RTÉ Radio 1）
- RTÉ 2FM
- RTÉ Lyric FM
- RTÉアイルランド語ラジオ（RTÉ Raidió na Gaeltachta）

### テレビ
アイルランドでは、RTÉ OneとRTÉ2はRTÉの旗艦チャンネルであり、RTÉニュース・ナウ、RTÉジュニア、RTÉ One +1、RTÉ2+1などがある。さらに、RTÉ OneとRTÉ2の番組をインターネット上で視聴することができるRTÉライブと、オンデマンドビデオサービスのRTÉプレイヤーも提供している。これらのサービスはいずれも、国内外で利用可能である。
2020年現在、以下のテレビ局が放送されている。
- RTÉ One
- RTÉ 2
- RTÉニュース・ナウ（RTÉ News Now）
- RTÉジュニア（RTÉ Junior）

### ニュース

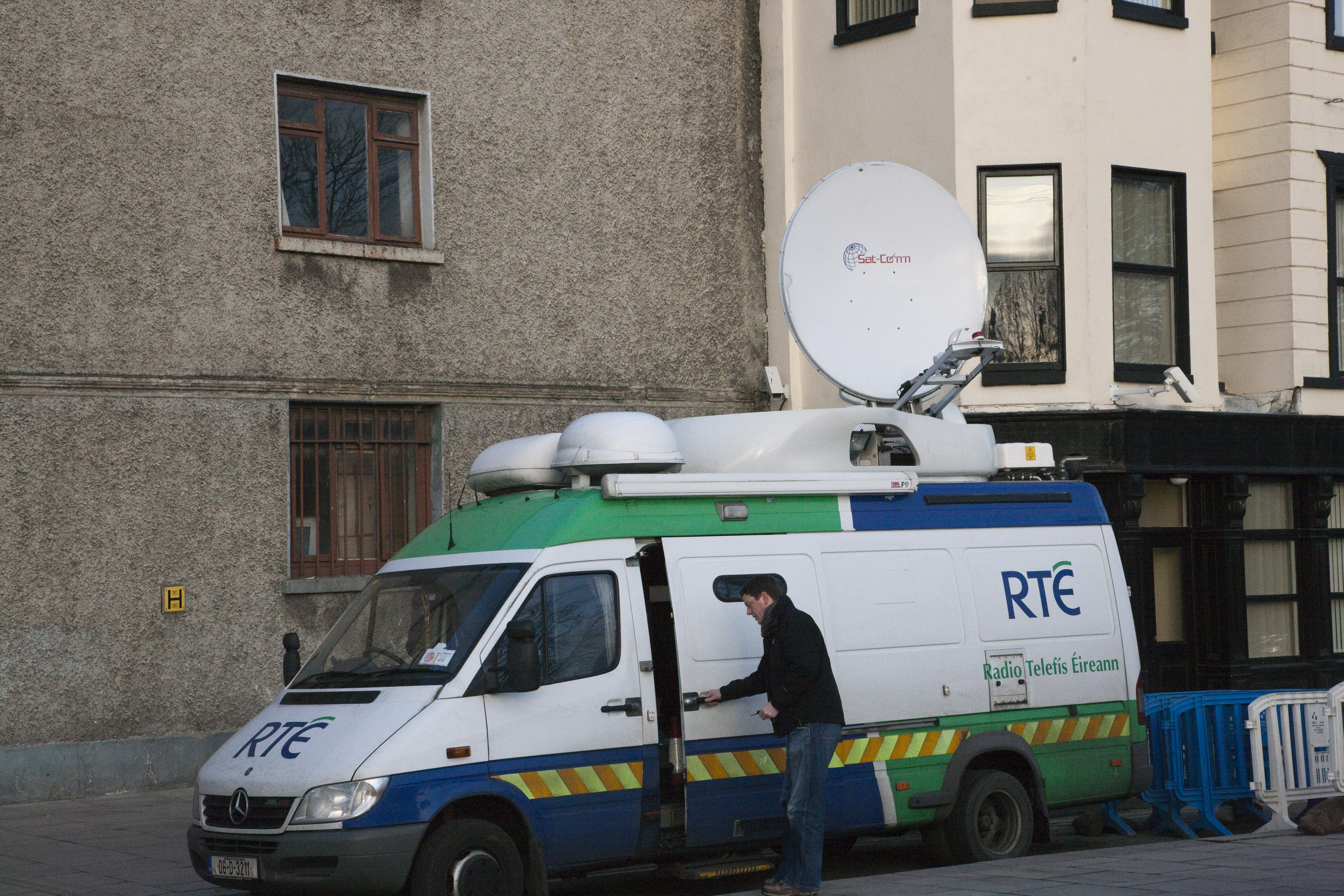
RTÉ衛星車

RTÉニュース・時事問題（RTÉ News and Current Affairs）は、アイルランド国内のテレビ、ラジオ、オンラインのニュース番組を担当する主要部門である。アイルランド語、英語、アイルランド手話の両方で放送されている。
RTÉニュースはアイルランド国内および海外からの競争に直面している。アイルランド国内では、テレビ部門では3NewsとNuacht TG4、ラジオ部門ではコミュニコープが競合している。北アイルランドではBBCニュースラインとUTVライブが代替ニュースサービスを提供しており、一方でユーロニュース、CNNインターナショナル、CNBC、フランス24、ブルームバーグ、BBCワールドニュース、Sky Newsなどの世界的なニュースチャンネルも広く利用されている。
RTÉニュース・時事問題は、年間1,000時間以上のテレビ番組と2,000時間以上のラジオ番組を制作している。
RTÉのプロデューサーと研究者は、ジャーナリストのケビン・マイヤーズによって、リベラルなアジェンダを押し付けていると非難された。RTÉニュースはまた、公共部門の組合のための報道官のような振る舞いをしていると評されている。

### インターネット
URL「RTE.ie」は、RTÉオンラインのブランド名であり、ホームページでもある。このウェブサイトは1996年5月26日に初公開された。商業ベースで運営されており、RTÉの活動の多くの資金源となっている受信料は一切受け取っていない。このサイトは広告とスポンサーによって運営されている。2007年の時点では、世界で最も訪問されたウェブサイトのトップ5,000にランクインしており、Alexaランキングではアイルランドのトップ20にランクインしており、月間のインプレッション数は約4,000万、ユニークユーザー数は150万人を超えている。2007年1月30日にウェブサイトのリニューアルが行われた。
近年、RTÉはウェブ放送の機能を拡大している。オンライン素材へのアクセスの改善と配信方法の改善により、現在ではオンラインでの包括的なサービスが提供されている。RTÉは、デジタル放送を含むすべてのラジオ局をオンラインでストリーミング配信をしている。また、ウェブのみのテレビチャンネル、RTÉニュース・ナウ（RTÉ News Now）もある。

### RTÉプレイヤー
2009年4月21日、RTÉはオンデマンドサービスのRTÉプレイヤー（RTÉ Player）を開始した。このサービスでは、アイルランドのブロードバンド利用者は、RTÉの人気番組（RTÉニュース、ザ・レイト・レイト・ショーなど）や海外番組（ホーム・アンド・アウェー、グレイズ・アナトミーなど）を、初回放送から21日後まで無料で視聴することができる。

### RTÉとNetflix
2012年9月13日にRTÉデジタルは、Netflixと自社の番組を司会する契約を結んだことを発表した。RTÉのテレビドラマなどがNetflixに追加され、アイルランド以外の国でも視聴できるようになる。